# Gerrit Trooster (wetenschapper)

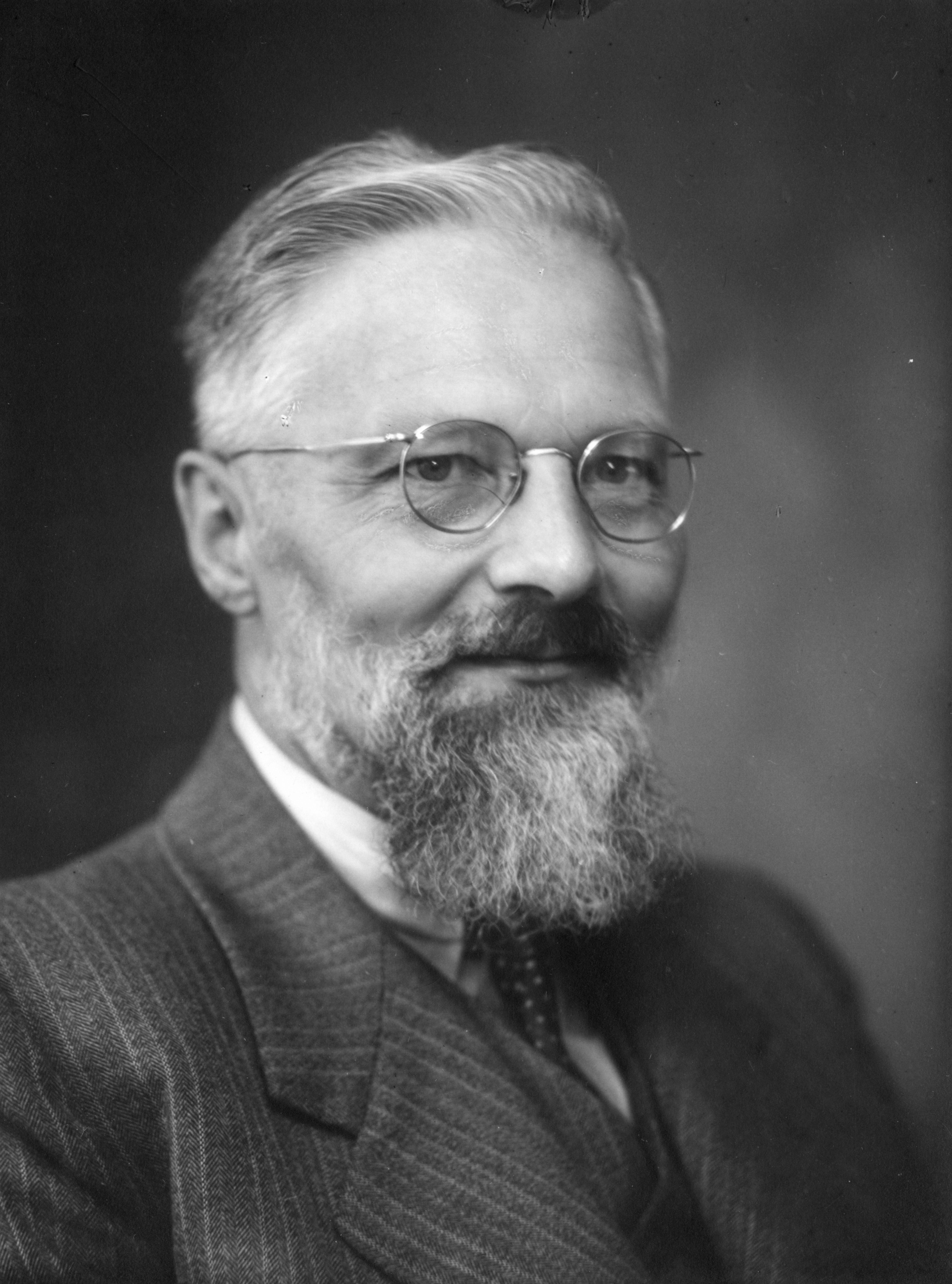
Prof. Ir. S.G. Trooster, c. 1947

Stephanus Gerardus Trooster (Zwolle, 16 juli 1896 - Utrecht, 14 september 1950) was een Nederlands geoloog en hoogleraar. Hij werd vooral bekend door zijn pleidooi de geologiestudie te splitsen in een mathematisch-physische richting en een biologische richting.

## Biografie
Prof. ir. S.G. Trooster (roepnaam Gerrit) werd geboren in Zwolle als zoon van Steven Trooster, architect, en Nelie Trooster-Kamphuys. Omstreeks de eeuwwisseling verhuisde het gezin naar Utrecht, waar Gerrit in 1915 eindexamen HBS deed. Na vervulling van zijn militaire dienst van 1915 tot 1918 studeerde hij in 1923 af als elektrotechnisch ingenieur aan de Technische Hogeschool Delft. Van 1923 tot 1925 was hij als ingenieur werkzaam bij de Allgemeine Elektricitäts-Gesellschaft (AEG) in Amsterdam. In 1925 liet hij zich als student geologie inschrijven aan de Universiteit van Utrecht bij prof. L.M.R. Rutten, die hij ruim twee decennia later, na diens overlijden in 1946 zou opvolgen als hoogleraar geologie aan dezelfde universiteit. Nog geen drie jaar later, in mei 1928, studeerde hij af in de geologie, mineralogie, meteorologie en seismologie.

#### Veldgeoloog in Nederlands-Indië

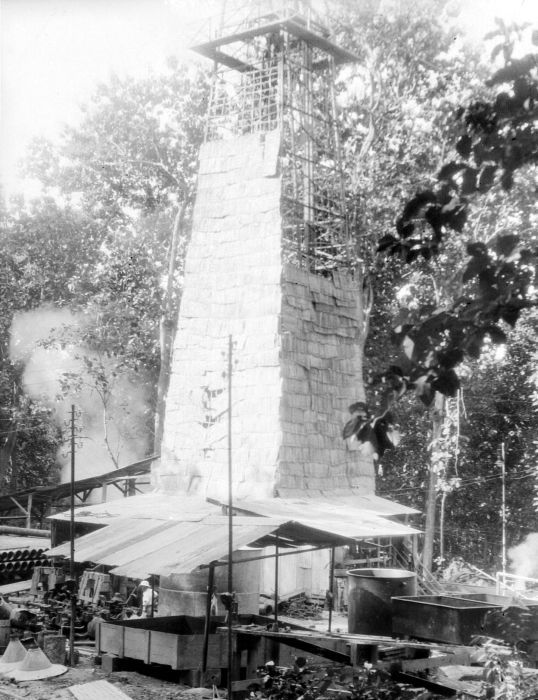
Boortoren te Cepu (1929)

In 1928 huwde hij met Margaretha Christina Niermeyer, dochter van prof. J.F. Niermeyer, trad hij in dienst van de Bataafse Petroleum Maatschappij (BPM) en vertrok met zijn echtgenote naar Nederlands-Indië. Tot 1932 werkte hij als veldgeoloog op Sumatra, daarna op Java. Tussen 1934 en het uitbreken van de oorlog met Japan in 1942 vervulde hij diverse functies, onder meer als geologisch adviseur op het hoofdkantoor van de BPM in Batavia (Jakarta) en als senior-veldgeoloog in Tjepoe (Cepu) op Midden-Java.
Bij het begin van de oorlog werd hij als reserve-kapitein der Genie opgeroepen in militaire dienst en aangesteld als hoofd van de door hem opgerichte militaire geologische dienst in Bandung. Maart 1942 werd hij als krijgsgevangene geïnterneerd in Bandung. Tot het einde van de Japanse bezetting in augustus 1945 verbleef hij, gescheiden van zijn vrouw en zes kinderen, in diverse interneringskampen op Java.
Zijn vrouw overleed ten gevolge van ernstige ondervoeding op 23 augustus 1945 in het vrouwenkamp Tjideng in Batavia.
In december 1945 repatrieerde Gerrit Trooster met zijn zes kinderen in de leeftijd van 4 tot 16 jaar naar Nederland. Zijn op een na jongste zoon Frans stierf op zesjarige leeftijd aan boord van het hospitaalschip Atlantis voor de haven van IJmuiden.

#### Hoogleraar in Utrecht
Bij Koninklijk Besluit van 25 september 1946 werd Gerrit Trooster benoemd tot hoogleraar Algemene Geologie aan de Universiteit van Utrecht, als opvolger van zijn in dat jaar overleden leermeester prof. L.M.R. Rutten, en aanvaardde hij zijn benoeming met een oratie, getiteld Geologie en Physica op 8 december 1947, waarin hij benadrukte dat de moderne geologie een grondige mathematisch-fysische basis behoefde. Hij hekelde de algemeen gerespecteerde  Amerikaanse geologen als Robin en Bailey Willis, en de Duitsers S. Thiele en K. Beurlen, die tektonische vormveranderingen meenden te kunnen verklaren zonder toepassing van een van de meest fundamentele principes van de fysica, namelijk dat er geen actie kan bestaan zonder reactie. Trooster verzette zich tegen deze ontkenning van elke betrekking tussen de in de geologie bestudeerde processen en de fysica. Hij noemde het "valse romantiek" en onwetenschappelijk. Het werd volgens hem de hoogste tijd dat de geoloog door een adequate fysische vooropleiding begrip voor het wezen der fysica kreeg. Hij zocht en kreeg daarbij de onvoorwaardelijke steun en medewerking van de geofysicus prof. dr. F.A. Vening Meinesz.
Ruttens taak was het geweest om onderwijs te geven in zowel de algemene geologie, als ook de stratigrafie en de paleontologie. De benoeming van Trooster markeerde de splitsing van de geologie in twee hoofdrichtingen: een mathematisch-fysische en een biologisch georiënteerde richting. In de laatstgenoemde hoofdrichting werd in 1948 zijn vriend prof. G.H.R. von Koenigswald benoemd om onderwijs te geven in de Stratigrafie en Paleontologie. Deze splitsing van de geologie in twee richtingen maakte een modernere specialisatie mogelijk. Met de benoeming van Trooster en met zijn inbreng van de exacte wetenschappen in de geologie-studie werd een trend ingezet, die zich heeft waargemaakt bij latere benoemingen en ontwikkelingen in het vakgebied aan de universiteit van Utrecht.
Behalve hoogleraar aan de universiteit van Utrecht en directeur van het Geologisch Instituut was Trooster voorzitter van de vakgroep geologie, bestuurslid van de Stichting voor Culturele Samenwerking tussen Nederland, Indonesië, Suriname en de Nederlandse Antillen, bestuurslid van het Molengraaff-fonds, lid van de Nederlandse Maatschappij voor Natuurwetenschappelijk Onderzoek in Oost- en West-Indië en lid van de sectie Nederland van de International Geographical Union.
Gerrit Trooster trouwde in 1947 met Maria B.H.C. Jurgens, die met hem de zorg en opvoeding van zijn vijf kinderen op zich nam. De beproevingen van de oorlogsjaren in Japanse interneringskampen hebben zijn gezondheid ernstig ondermijnd. Hij overleed op 14 september 1950 te Utrecht aan een hartaanval. Hij is begraven op de Begraafplaats Sint Barbara in Utrecht. In Utrecht zijn in de wijk Tuindorp Oost de Troosterlaan en het Troosterhof naar hem vernoemd.
- Nederlandse Thesaurus van Auteursnamen: 07459835X
- Virtual International Authority File: 281667196
- WorldCat: E39PBJdMf3gqxPgFDgDwdRB9Dq